# Краске, Конрад
Ганс Конрад Людвиг Краске (нем. Hans Konrad Ludwig Kraske; 5 июня 1926, Берлин, Веймарская Республика — 16 ноября 2016, Фрайбург-им-Брайсгау, Баден-Вюртемберг, Германия) — западногерманский партийный и политический деятель, Генеральный секретарь ХДС (1971—1973).

## Биография
Был внуком хирурга Пауля Краске. Его старший брат, Петер Краске (1923—2019), был протестантским теологом и временами возглавлял церковную канцелярию Союза Евангелических церквей.
После окончания начальной и средней школы был призван в вермахт. Рядовым он участвовал во Второй мировой войне (1943—1945), в звании сержанта запаса был взят в плен, из которого он был освобожден в 1946 г.
Изучал историю и философию в Гёттингенском и Фрайбургском университетах. В 1951 г. за диссертацию «Влияние средневековой имперской идеи на историческое сознание Лютера» был удостоен докторской степени.
Поступил на государственную службу в качестве заместителя пресс-секретаря «ведомства Бланка» (предшественник министерства обороны) Ведомства федерального канцлера Германии в Бонне, но подал в отставку уже в 1952 г., после того как его идеи о демократизации военной подготовки вошли в противоречие с действующими там бывшими офицерами вермахта.
В 1952 г. вступил в ХДС и занимал различные должности в федеральном офисе партии. С 1953 по 1956 год он был Национальным председателем Объединения студентов-христианских демократов (ФРГ), а с 1956 по 1958 г. — заместителем председателя Общества христианско-демократического образования. С 1953 по 1958 г. — заместитель руководителя, а с 1958 по 1970 г. — руководитель федерального аппарата ХДС. Возглавлял организацию избирательных кампаний в бундестаг в 1961, 1965 и 1969 гг. В 1969 г. вошел в состав федерального правления, а в 1971—1973 гг. являлся Генеральным секретарем ХДС. Краске сыграл важную роль в построении и углублении сотрудничества между ХДС и английскими консерваторами в 1960-х и начале 1970-х гг.
С 1965 по 1980 г. избирался в состав бундестага ФРГ. В пятом созыве (1965—1969) он представлял избирательный округ Динслакен, а с шестого по восьмой (1969—1980) — партийный список ХДС земли Северный Рейн-Вестфалия.
В 1962 г. он выступил одним из основателей наблюдательного совета (ZDF-Fernsehrats) телекомпании ZDF, с 1992 по 2002 г. был его председателем.
С 1981 по 1988 г. преподавал политологию во Фрайбургском университете.